# Urbino
Urbino város Olaszországban, Marche régióban, Rómától 290 km-re északra, Firenzétől 110 km-re keletre.

## Története
A települést az umberek alapították. Az évszázadok során számos nép uralta, így az etruszkok, a gallok, a kelták. A Kr. e. 3. századtól római fennhatóság alatt állt. A 9. században egyházi birtok lett, majd a 12. században a Montefeltro-család kezébe került.

## Nevezetességek

### Dózse Palota
A város legvirágzóbb korszaka a 15. század vége és a 16. század eleje volt. Ekkor hozta létre az Urbinói Hercegséget Federico da Montefeltro, akit a hercegi székben halála után fia, Guidobaldo követett. Ekkor épült az udvari építészek, a dalmát Luciano Laurana és Francesco di Giorgio Martini vezetésével az egyik legszebb itáliai reneszánsz palota, a Dózsepalota. A palota ma Marche Nemzeti Galériának (Galleria Nazionale delle Marche) ad otthont: ez a környék leggazdagabb, az itáliai festészet különböző iskoláit bemutató képtára, olyan festők képeivel, mint Raffaello, Piero della Francesca, Tiziano vagy Paolo Uccello. A festmények mellett figyelmet érdemel a termek szobrászati és ornamentális díszítése. A herceg dolgozószobájának egész falát beépített intarziás szekrények fedik, továbbá perspektivikus képek, allegorikus alakok, díszes kandallók, faberakások, mennyezeti stukkók díszítik a szobákat.

### Raffaello háza
A Via Raffaello 57. szám alatt található, és a korabeli berendezés mellett Raffaello egy freskója is megtekinthető itt.

### Dóm
Az Urbinói dóm építését Federico da Montefeltro rendelte meg a Dózsepalota mellé. A feladatot Francesco di Giorgio Martinire bízta, és a templomot 1534-ben szentelték fel. 1789-ben restaurálták, homlokzatát Carlo Morigia tervezte. Lépcsősorát 1859-ben építették hozzá. Belsejében Federico Barocci és Carlo Maratta oltárképei tekinthetők meg.

### Albornoz erőd
1367 és 1371 között épült. Urbino legmagasabb pontján (485 méter), pazar kilátás nyílik innen a városra, és a környező dombokra.
Urbino óvárosa 1998 óta a világörökség része. Máig őrzi reneszánsz arculatát, keskeny utcáival azt a benyomást kelti, mintha a városban a középkorban megállt volna az idő.
1483-ban itt született Raffaello, a reneszánsz egyik legnagyobb festője.

## Egyeteme
A város egyetemét 1506-ban alapították.
Az egyetem egyike a legfontosabbaknak Olaszországban, és több hallgatója van, mint ahány lakosa a városnak (2006-ban 17 731 volt).

## Galéria

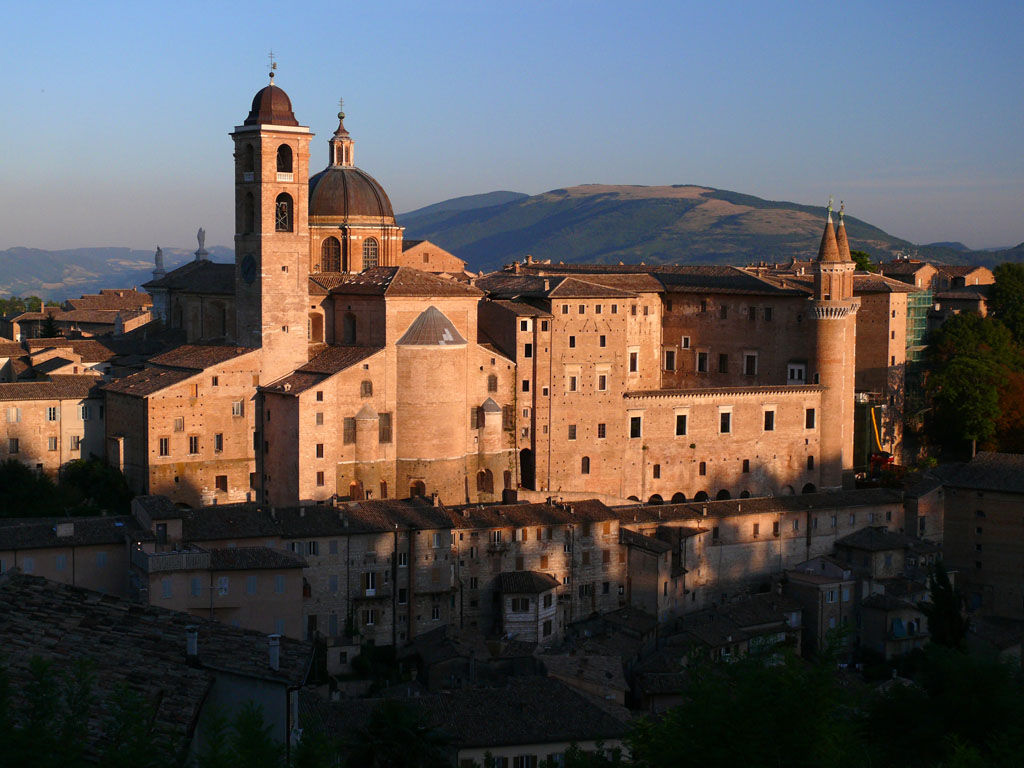
Urbino óvárosa az erődből nézve
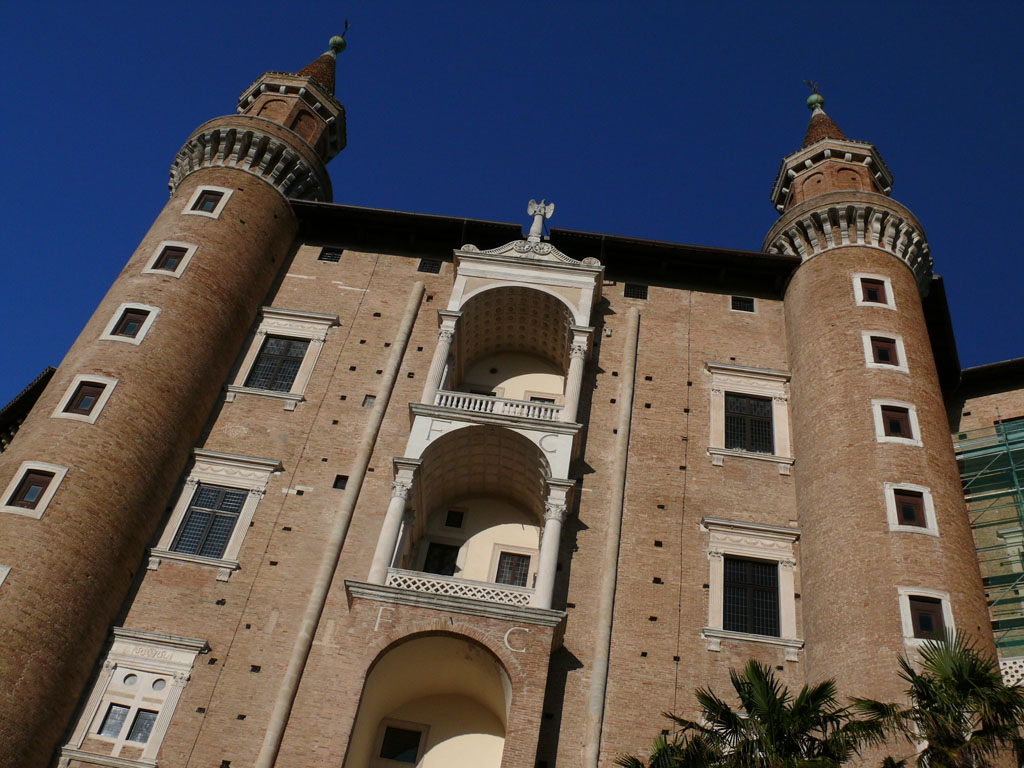
A hercegi palota
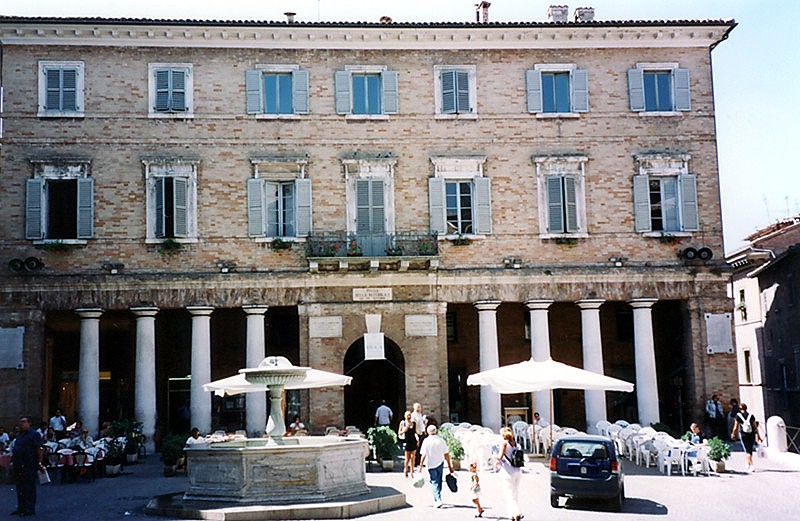
A Piazza Repubblica
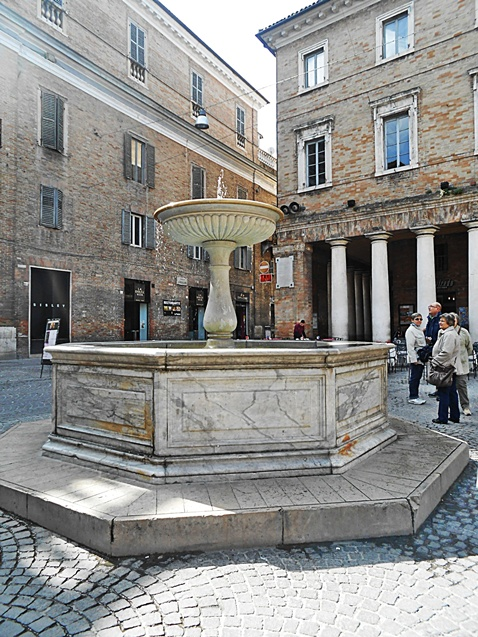
Szökőkút
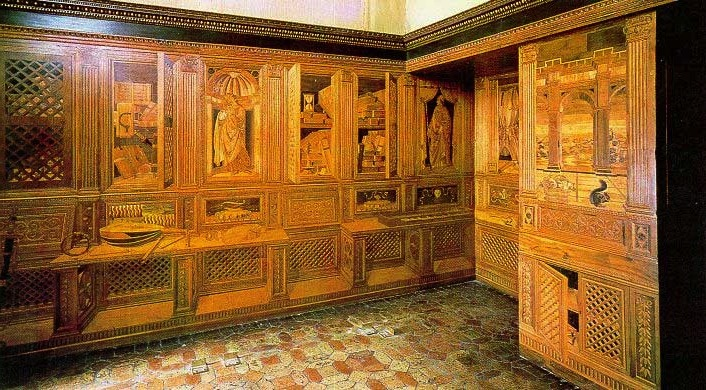
Federico da Montefeltro dolgozószobája
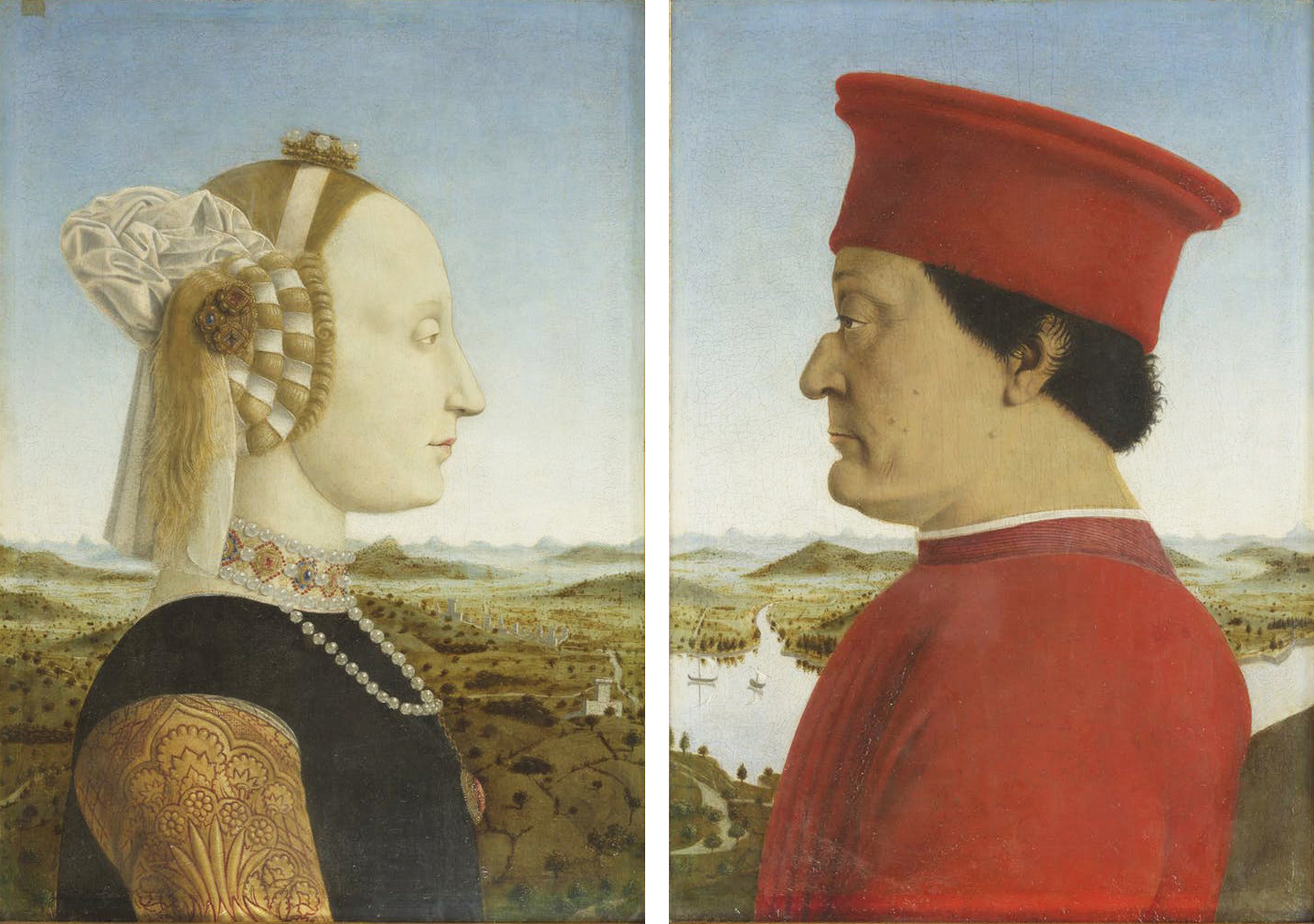
Federico da Montefeltro és neje